# ترگوراید
ترگوراید (انگلیسی: Terguride) که با نام ترانس-دی‌هیدرولیسرورید هم شناخته می‌شود، یک آنتاگونیستِ گیرنده سروتونین و یک آگونیست گیرنده دوپامین و یکی از اعضای خانوادهٔ اِرگولین‌ها است که به‌عنوان یک تنظیم‌کننده پرولاکتین در درمانِ هایپرپرولاکتینمی به‌کار می‌رود.
این دارو، یک آنتاگونیستِ پرقدرتِ گیرنده‌های سروتینینی HT2A و HT2A است و به‌طور خوراکی تجویز می‌شود.
ترگوراید همچنین به سبب فعالیت آنتی فیبروتیک و آنتی پرولیفراتیو، دارویی امیدبخش جهت درمان پُرفشاری ریوی (PAH) است تا از پیشرفت بیماری جلوگیری کند و روندِ تغییر شکل و ساختار عروق ریوی را معکوس نماید. این دارو به همین منظور، در مه ۲۰۰۸ میلادی جزء داروهای کم‌کاربرد قرار گرفت.